# Manakikere, Tiptur
Manakikere là một làng thuộc tehsil Tiptur, huyện Tumkur, bang Karnataka, Ấn Độ.